# Купчинські герба Слєповрон

Герб Слєповрон

Купчинські гербу Сліповрон — український шляхетський рід, предки якого відомі з 17 століття (нобілітовані Сеймом у 1649 році). Шляхетство підтверджене австрійською владою у 1782 та 1834 роках.

## Персоналії
- Купчинський Богдан Іванович (*13 серпня 1961, Тишківці) — український історик-краєзнавець, культурно-громадський діяч, підприємець та меценат.